# Andrena yelkouan
Andrena yelkouan là một loài Hymenoptera trong họ Andrenidae. Loài này được Warncke mô tả khoa học năm 1975.